# Thermia Palace

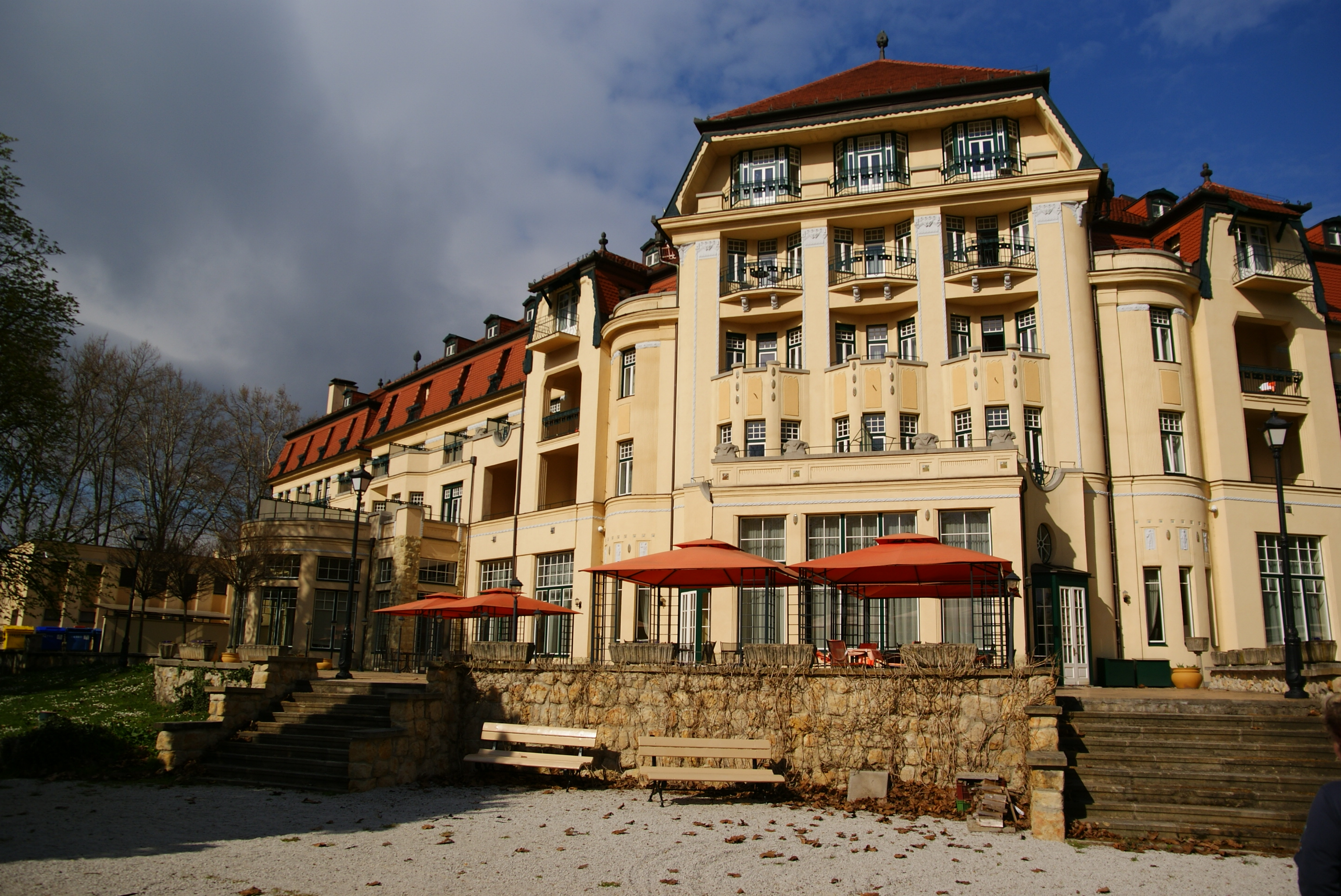
hotel Thermia Palace

Thermia Palace je pětihvězdičkový secesní lázeňský hotel ve městě Piešťany dokončený v roce 1912. Má 111 pokojů, z toho 14 apartmánů. V roce 2006 se stal prvním pětihvězdičkovým lázeňským hotelem na Slovensku.

## Historie hotelu
Hotel Thermia Palace spolu s lázněmi Irma dala vystavět firma Alexander Winter a synové na místě zbořené hospody "U bosého" na Lázeňském ostrově. Se stavbou se začalo na podzim roku 1910 pod vedením stavitele Grüna ze Žiliny. Šlo tehdy o nejmodernější hotelový a léčebný komplex v střední Evropě. Stavbu realizovala firma Grünvald. Slavnostní otevření se konalo 1. května 1912. Prvním ředitelem se stal Fritz Bennewitz. V únoru 1917 se v tomto hotelu setkali tři císaři. Wilhelm II. von Hohenzollern, rakouský císař Karel I. a bulharský car Ferdinand I. zde jednali o dalším vedení války. Obraz Alfonse Muchy, který byl malovaný na míru do prostoru nad dveře ve velké jídelně hotelu Thermia Palace, byl poprvé slavnostně odhalen 15. května 1932.

### Krádež obrazu A. Muchy v roce 2000
Mezi jeho hosty patřil i světově uznávaný malíř, mistr secese Alfons Mucha, který byl častým návštěvníkem piešťanských lázní a s jejich nájemcem Ludvíkem Winterem se dobře znal. V Piešťanech se léčila i dcera Alfonse Muchy. Obraz Buď zdráv, požehnaný pramen zdraví malíř daroval lázním z vděčnosti za poskytnutou léčbu.
Olejomalba netradičního pětiúhelníkového tvaru za dodnes nevyjasněných okolností zmizela v noci 19. října 2000. Obraz se do Piešťan vrátil poškozený necitlivým vyřezáním z rámu, ale i srolováním plátna malbou dovnitř. Vedení lázní rozhodlo, že dá obraz na své náklady odborně zrestaurovat. Tak se dostal do rukou piešťanské rodáka Jana Hromady, který působí na Vysoké škole výtvarných umění v Bratislavě. "Před restaurátorským zásahem bylo třeba dílo nejprve přezkoumat. Využili jsme nedestruktivní metody snímání infračervenou kamerou a pozorování při ultrafialovém záření. Infračervená kamera odhalila přípravnou podkresbu, která potvrdila preciznost přípravy kompozice Alfonse Muchy," vysvětlil restaurátor.
Uvolněné části barev zpevnil roztokem želatiny, místa, kde malba zcela chyběla, vyplnil japonským papírem. Chybějící vrstvy nahradil glejokřídovým tmelem, následovalo retušování akvarelovými a speciálními retušovacího lakovacími barvami. Restaurátor musel podlepit původní plátno, aby ho zpevnil. Okraje plátna, které se po vyříznutí zachovaly v původním rámu, scelil s plátnem pomocí polyamidového prášku. 
Předpokládá se, že jedna z trojice mladých žen na obraze je právě Muchova dcera. Obraz, který byl malován na míru do prostoru nad dveře ve velké jídelně hotelu Thermia Palace, byl poprvé slavnostně odhalen 15. května 1932. Až do dne krádeže byl považován za nástěnnou malbu.

### Rekonstrukce v roce 2006
Od začátku roku 2006 do 20. prosince 2006 proběhla komplexní rekonstrukce hotelu. Po jejím dokončení se Termia (vžitý zkrácený název) stala prvním pětihvězdičkovým lázeňským hotelem na Slovensku. Interiér navrhla rakouská designérka Gina Zarski. Dohled nad rekonstrukcí vedla inženýrka Gabriela Kvetanová z Krajského památkového ústavu.